# Georg Fischhof

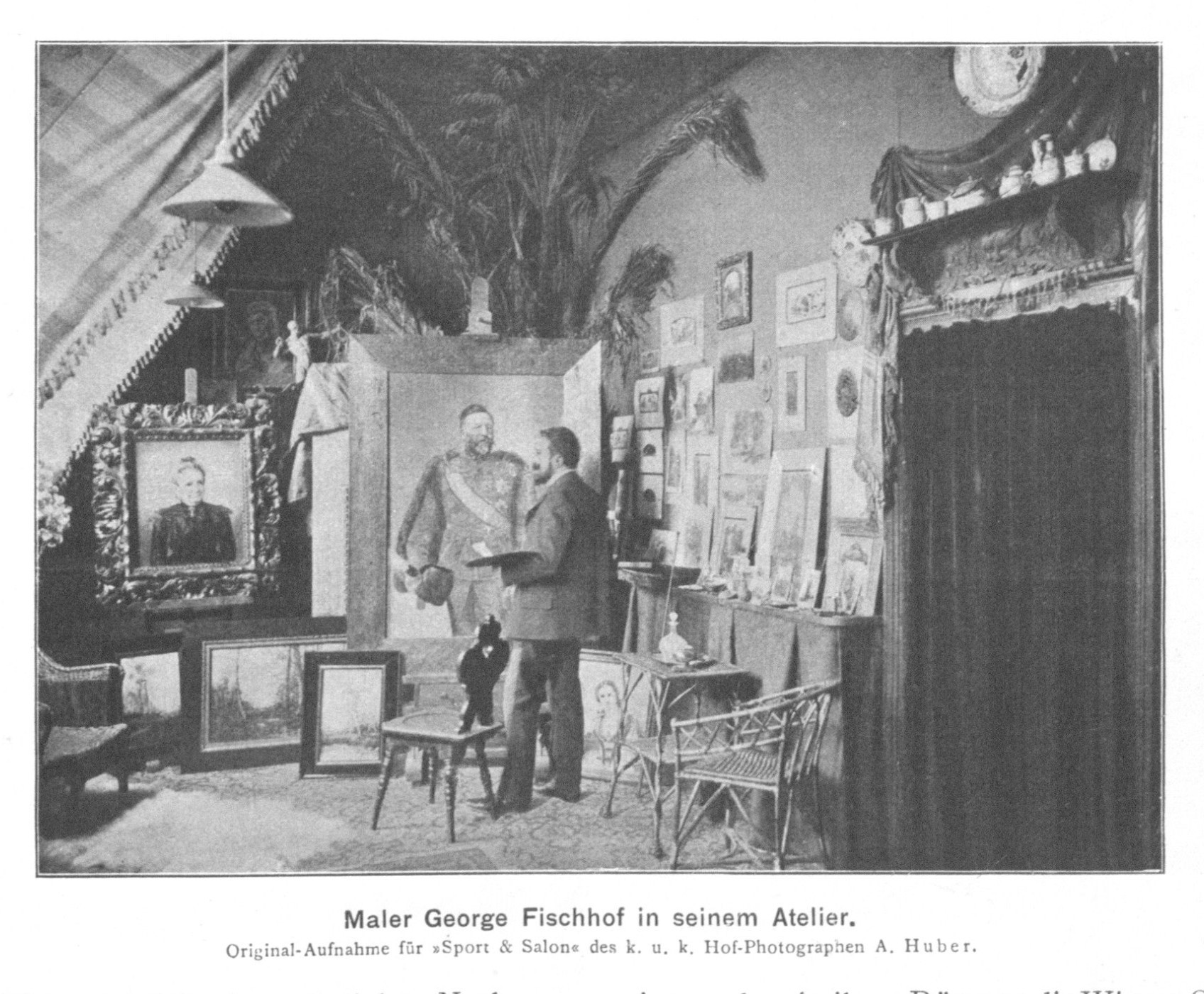
Georg Fischhof in seinem Atelier, 1902

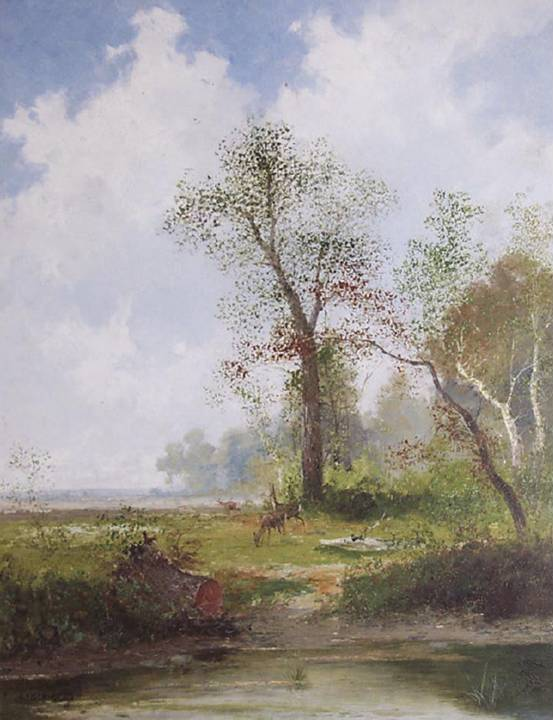
Landschaft mit Fluss, Öl auf Leinwand

Georg Fischhof (* 11. Mai 1859 in Wien; † 1914 ebenda) war ein österreichischer Porträt-, Figuren- und Landschaftsmaler.

## Leben
Fischhof studierte zunächst Architektur, widmete sich aber später der Malerei und studierte an der Wiener Kunstgewerbeschule und in München. Nach seiner Rückkehr nach Wien verlagerte er sein Schaffen auf die gemalte Imitation von Gobelins.
Häufig anzutreffende Themen sind niederländische Küsten- und Hafenansichten, italienische Landschaften am Wasser sowie ländliche Szenen mit Bachlauf oder Weg. In nahezu jedem Werk finden sich skizzierte Personen / Kinder mit nur angedeuteten Gesichtszügen, häufig eine Rauchsäule aus einem Kamin und bei Seestücken häufig Möwen im Flug, in italienischen Ansichten Schirmakazien und Zypressen.
Er verwendete eine Vielzahl von Pseudonymen, unter anderem A. Acciaja(o), J. Claiton, A.Ducat, Johann Ducat, J.v.d. Helder, Fabre, L.Fabretto, C. Kaufmann, C.Leutner, Rosini, K.Schwartz, A.L. Terni, J. Tomann, Toretti, John Wagner, J. Wagner, Joh. Wagner, H. Wagner, Th. Wagner.